# 現實主義勇者的王國重建記

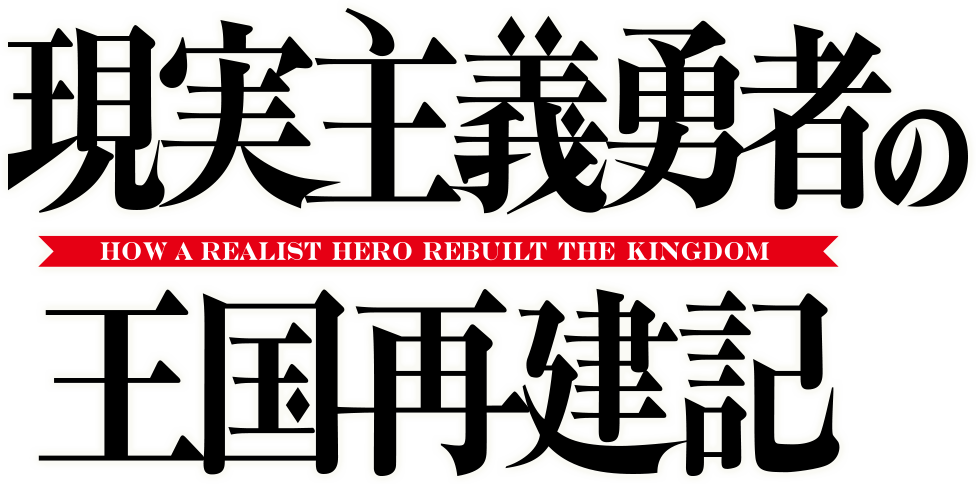
《現實主義勇者的王國重建記》

《現實主義勇者的王國重建記》是所著的日本網路輕小說，2016年5月起經OVERLAP文庫出版實體小說，由擔綱插畫，出版至今共17卷，另有出版實體漫畫。系列發行數超過150萬冊。改編電視動畫第1季於2021年7月3日至9月25日播映，第2季於2022年1月8日至4月2日播映。

## 故事概要
相馬一也從現代日本被「艾爾孚利登王國」以「勇者召喚儀式」召喚到異世界。這個異世界由「超大陸蘭迪亞」和其他島嶼所組成，有人類、獸人、精靈、矮人、半龍人等種族。在超大陸蘭迪亞的北部邊境存在「魔王領地」，迫使形態各異的各個國家合力對抗魔界。目前戰況處於膠着狀態。
艾爾孚利登王國應強國「大凱歐斯帝國」的戰爭支援要求，被迫實行勇者召喚儀式，殊不知竟然成功了。相馬面對王國目前的困境，對眾人提出富國強兵的論述。國王就此禪讓王位給相馬，讓他成為新國王來管理國家，並讓自己的女兒莉希雅跟他訂下婚約。相馬登上王位後，雖然想打理好內政，卻有感人才不足，於是對全國發出「唯才令」，招攬各地專才。

## 角色列表

#### 國王、王妃
| 國王     | 王妃 | 王妃               | 王妃 | 王子             | 王子 | 王女                 | 王女 |
| -------- | ---- | ------------------ | ---- | ---------------- | ---- | -------------------- | ---- |
| 相馬一也 |      |                    |      |                  |      |                      |      |
| 第1      | 正妃 | 莉希雅・艾爾孚利登 | 長子 | 西昂・艾爾孚利登 | 長女 | 一葉・艾爾孚利登     |      |
| 第2      | 正妃 | 愛夏・烏德卡德     |      |                  | 七女 | 米夏・烏德卡德       |      |
| 第3      | 正妃 | 露露亞・阿米多尼亞 | 次子 | 里昂・阿米多尼亞 | 四女 | 美空・阿米多尼亞     |      |
| 第4      | 正妃 | 尤莉嘉・哈恩       | 養子 | 瑞卡・哈恩       | 六女 | 莎尤莉・哈恩         |      |
| 第1      | 側妃 | 茱娜・多瑪         | 三子 | 海人・相馬       | 次女 | 愛茱・相馬           |      |
| 第2      | 側妃 | 娜妲・德拉魯       |      |                  | 五女 | 莉諾雅・德拉魯・相馬 |      |
| 第3      | 側妃 | 瑪莉亞・尤弗利亞   |      |                  | 三女 | 絲黛拉・尤弗利亞     |      |
|          | 庶民 | 尤諾・水無月       | 庶子 | 路卡・水無月     |      |                      |      |

相馬一也（聲：小林裕介（日本）；宋昱璁（台灣））
本作男主角。從現代日本被召喚到另一個世界的勇者，根據預言是引領時代變革的人。崇尚馬基維利（聲：梁興昌（台灣））主義，對君王論有相當程度的鑽研，小說中時常穿插對於其權術的思辨，反映出相馬於政治上的謹慎。
魔法能力有鮮活的騷靈們（暗系魔法），可以把自己的意識複製到物品上並操控，物品越輕操控就越自如。能獲得操控對象的俯瞰視野，而且那個物品亦可基於區別於自己而獨立出的意識來行動。原本最多只可以操控3個，而且有距離限制，隨著熟練程度可以增加數量，並且操作的物品如果是人偶，操作距離甚至達到國境邊緣也沒問題。
本來只打算賺取金援以免被移交出去，因此與國王和宰相進行了密室談話，分享自己的見解。意外的是國王隔天突然宣布禪讓王位，因此個人的計畫改為做到令艾爾孚利登王國的發展步入正軌後再讓出王位，初期以代理國王自居。先是收服三公達成中央集權，接著擊退阿米多尼亞公國入侵，並在露露亞算計下將公國合併。
與大凱歐斯帝國女皇瑪莉亞等人私下保持良好的關係，接連和多爾齊斯共和國、九頭龍諸島、星龍連峰、洛頓龍騎士王國、精靈王國建立友善與合作的關係。目前與各個友善國家共組海洋同盟，與迅速擴張、擊垮大凱歐斯帝國、企圖統一人類諸國的大虎帝國分庭抗禮，阻止他繼續擴大的野心，試圖深入魔王領地與魔族接觸。
由於國事繁重，為節省時間會把軍用的床設在辦公室內，連身為宰相的哈克亞對此頭痛不己。因為沒注意到這個世界的命名是把姓氏放在後面，於是自己的名字被當成相馬，後世也以相馬王之稱呼歌頌他的偉業。在星龍連峰與聖母龍提阿瑪特的接觸讓他得知古生代與新生代的定義，並由同為其口中「有著懷念氣味的人」猜測到這個世界的真相。
在長子西昂15歲時退位，退位後與妻子們搬出王宮。
莉希雅·艾爾孚利登（聲：水瀨祈（日本）；連思宇（台灣））
本作第一女主角。從前國王夫婦的女兒、前公主，傳位相馬的同時也成為其未婚妻。擅長使用水系統的冰魔法。
故事開始時在陸軍任職，與三公之一的卡邁因公感情深厚，甚至像父女一般。最初對突如其來的訂婚不滿意，但在與相馬相處過後很快就軟化了，最終對相馬產生了深深的感情。當她意識到自己與相馬相比，相馬更具備國王的資質時，決定支持相馬成為國王。極度寬容相馬的一夫多妻，只要相馬能在王位的話，可以允許他娶上8個妻子（算上莉希雅自己）；該世界一週為8天，正好一天陪一個。為相馬誕下長男西昂與長女一葉。
在相馬退位後成為相馬的秘書。
愛夏·烏德卡德（聲：長谷川育美（日本）；楊詩穎（台灣））
神護之森的黑暗精靈。黑暗精靈族長之女，擅長使用冰魔法，擁有號稱王國第一的武藝。因部族的習俗站立在相馬面前，呼籲在自己家鄉森林中的困境。擔任護衛一職，是通過相馬的「唯才是用」人才募集計劃，被選拔出來的五人之一，擁有「武」的才能。後任命為東風侍。由於相馬即時的指揮搜救遭土石流掩埋的族人，大大降低了罹難人數，因此決定以身相許，為第二位主動示愛的妻子。在星龍連峰時由於相馬被聖母龍突然單獨傳送，因此陷入暴走狀態多日。誕下了一名女孩子，名叫米夏。
在相馬退位後以護衛的身份陪伴相馬。
茱娜·多瑪（聲：上田麗奈（日本）；張乃文（台灣））
擁有羅蕾萊與蛟龍族血統的人類女性，當代第一的歌姬，歌舞與美貌兼備，擅長水系統魔法。實為三公之一「海軍大將」艾克賽爾·沃達的孫女，海軍唯一為奇襲戰、登陸戰編制的特殊部隊海兵隊的隊長「金絲雀」，不只武藝非凡、諜報技能也超群。原本受艾克賽爾所托探查相馬是否具備國王的資質，而潛伏在相馬的身邊。擔任王國播送節目的主持人一職，是通過相馬的「唯才是用」人才募集計劃，被選拔出來的五人之一。為第三位主動示愛的妻子，並成為相馬的第一側妃，但由於為王國第一偶像，在培育出後繼人選之前，相馬不能與其公開戀情、甚至結婚。在與相馬結婚後，分別前後誕下了海人與愛茱兩位孩子。
在相馬退位後依舊作為歌姬活躍，同時也擔任海人的老師。
露露亞·阿米多尼亞（聲：M·A·O（日本）；張乃文（台灣））
凱悟斯的女兒和尤里悟斯的妹妹，穩健派的領袖。不同於其父王及王兄根深蒂固的王國仇恨，對攻打艾爾孚利登王國持反對的態度。擁有優秀的理財能力，與加比一同艱難地經營國家瀕臨崩潰的財政，看到王國管理下的首都拜恩，決心將整個國家都成為王國的一部份。父親戰死後，動用商人網絡在阿米多尼亞全國各地煽動叛亂，把尤里悟斯趕出阿米多尼亞，設計讓王國不只首都拜恩，連公國全境都不得不納入統治的局面，其後主動向相馬申請政治婚姻，成為了相馬的第三正妃，促成了艾爾孚利登王國與阿米多尼亞公國的合併。個人表示她和子女會專心經營商會，不會涉入國政。提議相馬在玉音廣播中加插廣告，以增加國庫收入。與相馬結婚後，誕下了一名男孩子和一名女孩子，名叫里昂和美空。
在相馬退位後把商會讓給里昂，但依舊暗中主持。
娜妲·德拉魯
原本生活在星龍連峰的女性東方龍，由於現存龍族均為西方龍，因此被當成沒有翅膀、不會飛的廢物而倍受霸凌，露比及為其中主要霸凌者。平日大多躲在自己的小山洞中，熱衷於人類的文明，也竊聽玉音廣播的內容。在龍母的安排下遇到相馬，重新認識自我，不僅掌握飛行能力，也活用預測天氣、引發雷電的能力，後成為相馬的第二側妃。與相馬結婚後，誕下了一名女孩子，名叫莉諾雅。
在相馬退位後仍然擔任天氣預報員，同時也跟在艾婕爾身邊學習。
尤莉嘉·哈恩
天人族。夫卡的妹妹。與陪同夫卡支援茲馬公時，與巴、伊齊哈成為好友。在魔物浪潮後被夫卡託付予相馬，在艾爾孚利登王國留學，也做為互信基礎的人質。然而在王國的生活讓她決定與哥哥夫卡分道揚鑣，王立學院畢業後成為一名職業魔導足球員，並與相馬結婚成為其第四正妃。在開戰前運用計謀使夫卡不論戰爭與否，必須要在一年內決勝負。與相馬結婚後，誕下了一名女孩子，名叫莎尤莉。
在相馬退位後仍然作為一名職業魔導足球員活躍於球場。
瑪莉亞·尤弗利亞（聲：金元壽子（日本）；連宓均（台灣））
前大凱歐斯帝國的女皇，人稱「聖女」，同時也是提倡「人類宣言」之人。在曾經的魔王領侵略時，先帝於心力交瘁中與世長辞。當時年僅14歲的瑪莉亞便繼承大統，憑借其與生俱來的領袖氣質，重建了情勢混亂的帝國並統治至今。私生活方面與相馬一樣糟糕，把自己的床設置在辦公室之內。政治理念和現實主義的相馬雖是光譜的兩端，兩人卻又意外地相似。看到相馬拿玉音放送做節目，安排藝人唱歌表演後，自己也在帝國內做了類似的節目，並由自己登台表演。
後來已經察覺到自己無法維持「人類宣言」，毅然展開將大凱歐斯帝國解體的計畫，刻意讓時勢走向戰敗、以自己的死去做結。然而相馬的介入使得一切走向好的發展，把帝國北部的領土割讓予大虎王國，而國名變更為尤弗利亞王國(尤弗利亞是在帝國擴張的過程中消失的國家，也是瑪莉亞曾曾曾祖母的祖國。)，並把王位讓給貞德後退位。其後成為了相馬的第三側妃(沒有成為正妃的原因是因為，不想被限制住)，得到自己夢寐以求的自由而放飛自我，婚後仍經常騎著娜妲在國內到處奔走，傾聽國民的心聲。
在大虎帝國戰爭時率軍攻打大虎帝國的首都，成為大虎帝國敗北的主因之一。
大虎帝國戰敗後，誕下了一名女孩子，名叫絲黛拉。
在相馬退位後依舊致力於慈善事業。
尤諾．水無月（聲：朝井彩加（日本））
冒險者隊伍的盜賊。父母雙亡。
在克雷埃敗亡後，經莉希雅等人的同意下成為相馬的第八名妻子。是相馬的妻子中唯一沒有公開王妃身份的一位。婚後住在市街，成為了冒險者公會的櫃檯職員。誕下了一名男孩子，名叫路卡。

#### 王子、王女
西昂·艾爾孚利登
相馬和莉希雅的兒子，一葉的雙胞胎哥哥。長子。15歲時登基成為聯合王國第二任國王。長大後向卡露拉求婚。
一葉·艾爾孚利登
相馬和莉希雅的女兒，西昂的雙胞胎妹妹。長女。
愛茱·相馬
相馬和茱娜的女兒。次女。
里昂·阿米多尼亞
相馬和露露亞的兒子。次子。
長大後預定成為賽巴斯汀的入贅女婿。
美空·阿米多尼亞
相馬和露露亞的女兒。
海人·相馬
相馬和茱娜的兒子。三子。
絲黛拉·尤弗利亞
相馬和瑪莉亞的女兒。三女。在大虎帝國戰敗後出生。
由於尤弗利亞王國的王族血脈稀少，因而成為姨姨貞德的養女。
莉諾雅·德拉魯·相馬
相馬和娜妲的女兒。暱稱為「諾雅」，卻由於發音的緣故而被稱為「諾娃」。在哥哥西昂繼位後，在海軍軍官學校上學。曾被記者誤會是相馬和艾克賽爾的私生女。
莎尤莉·哈恩
相馬和尤莉嘉的女兒。
路卡．水無月
相馬和尤諾的兒子。固有魔法為「慈母的加護」。對父親和武藏坊小弟的關係毫不知情，以為父親會在每個星期的其中一天從武藏坊小弟中走出來。後成為化名為穆卡爾的夫卡的弟子。
米夏・烏德卡德
相馬和愛夏的女兒。在西昂繼位兩年後出生。後成為化名為穆卡爾的夫卡的弟子。

#### 幹部、大臣
哈克亞·庫歐米（聲：興津和幸（日本）；楊士賢（台灣））
孚利多尼亞王國宰相。熟識國家法律，其知識與記憶力無人能及的男人。在小說中，他早於邦喬受獎，當時相馬讓他當城堡裡書庫的圖書管理員，但是當庫歐米見識相馬對邦喬極盡禮遇的態度後，完全認同了相馬的才能，自薦協助相馬成就「霸業」。動畫則將他的登場直接放在邦喬後面，沒有小說中插話自薦的安排。後擔任宰相一職，被稱作「黑衣宰相」。通過相馬的「唯才是用」人才募集計劃，被選拔出來的五人之一，擁有「法」的才能。與貞德惺惺相惜，互相抱怨自己的上司﹙相馬和瑪莉亞﹚。於帝國瓦解後與成為女王的原帝國陸軍總帥貞德結婚，也被迫成為尤弗利亞王國宰相，協助不擅內政的妻子。在大虎帝國瓦解後正式卸任，把宰相之位讓予弟子伊齊哈。
巴·犬井（聲：佳原萌枝（日本）；連宓均（台灣））
孚利多尼亞王國侍中候補。妖狼族的小女孩。擁有可以和鳥獸，甚至是魔族對話的稀有才能。由於曾與魔族對話的事實可成為顛覆世俗認知的罪人或是讓王國掌握未來的優勢，相馬為了慎重保護她，所以將其作為前國王夫婦的養女而迎入，家人也接到城堡內工作。相馬和莉希雅視其為妹妹，是通過相馬的「唯才是用」人才募集計劃，被選拔出來的五人之一，後被稱為賢狼姬。陪同相馬支援茲馬公時偶遇伊齊哈，並與他成為好友。王立學院畢業後與伊齊哈訂立了婚約。大虎帝國瓦解後與伊齊哈結婚，並從馬克斯繼承侍中之位。
邦喬·石塚·帕納可達（聲：水中雅章（日本）；萬家宏（台灣））
孚利多尼亞王國農林大臣。身形肥胖、行動笨拙的男人。為了探求美食雲遊世界各地，投入全部的錢財行走各地品嚐名食珍味。據本人稱「能吃的基本都吃過了」。相馬一見便上前熱情接待，大大肯定他的美食事跡，認定他是拯救王國的最佳人選，賜予他「石塚」一姓。是通過相馬的「唯才是用」人才募集計劃，被選拔出來的五人之一，擁有「食」的才能。後擔任飲食大臣一職。剛上任便提出了許多國內幾乎不食用、或是不懂食用方法的新食材，大大改善了迫在眉睫的糧食危機。
加比·柯貝爾（聲：山下誠一郎（日本）；楊士賢（台灣））
阿米多尼亞公國的前財政部長。也是尤里悟斯·阿米多尼亞的好友，對國王及王子主張攻打艾爾孚利登王國持反對的態度。擁有優秀的理財能力。與露露亞一同艱難地經營國家瀕臨崩潰的財政。在多爾齊斯共和國趁阿米多尼亞內亂入侵時，與赫曼一同聯署支持艾爾孚利登王國與阿米多尼亞公國合併。艾爾孚利登王國與阿米多尼亞公國合併後，正式成為聯合王國的財政部長。與米奧結婚後改名為加比·柯貝爾·卡邁因。
伊齊哈·茲馬
茲馬公最小的兒子，自小體弱多病而受到二哥納塔與三哥高修欺凌，被旁人視作「茲馬家多餘的存在」，卻深受大姐姆茲米的疼愛。擁有精準分析生物構造並繪畫魔獸這項不為人知才能，與陪同相馬支援茲馬公的巴相遇並成為好友，戰後尚在無人察覺其價值的情況下被相馬選中，並在相馬的邀請下前往艾爾孚利登王國留學、成為了哈克亞的學生，之後與哈克亞共同出版「魔物辭典」。王立學院畢業後成為了宰相代理，與巴訂立了婚約。在大虎帝國瓦解後，正式從老師哈克亞手中繼承宰相之位，並與巴結婚。

#### 國防軍

##### 幹部
艾克賽爾·沃達（聲：堀江由衣（日本）；連宓均（台灣））
先祖為海賊的蛟龍族，水系魔導士。前艾爾孚利登王國的「三公」中唯一一位女性，駐紮在黑礁都市的「海軍大將」，其下海軍為一萬。卡斯德爾的岳母和卡露拉的外祖母。由於亞人壽命長度與外表的差異很大，雖然外表最年輕，但年齡實際卻是超過500歲、最年長的「三公」，見證過王國建國的歷史，也是唯一一位公開支持相馬成為新國王的「三公」。因為長壽的原因，期間經歷過許多段感情，留下了相當多的子孫。似與九頭龍諸島關係匪淺，長期以來做為王國捍衛海疆、與九頭龍諸島抗衡的力量。艾爾孚利登王國與阿米多尼亞公國合併後成為了國防軍的總大將。在卸任後隱居於潟湖城，專心培育後進。
路德溫·亞克斯（聲：古川慎（日本）；楊士賢（台灣））
艾爾孚利登王國近衛騎士團長，為了資助青梅竹馬瘋狂科學家吉妮的廢棄地下城研究，長久以來過着與職位十分突兀的節儉生活。結婚後改名為路德溫·M·亞克斯。艾爾孚利登王國與阿米多尼亞公國合併後成為了國防軍的副總大將。在艾克賽爾卸任後繼任成為國防軍的總大將。
古雷布·馬古那（聲：山本兼平（日本）；楊士賢（台灣））
馬古那家的當家，哈爾帕德的父親。原本隸屬陸軍，在內戰時脫離陸軍，作為義勇軍參戰支援哈爾帕德。內戰過後才得知卡邁因公一開始便委託他將密函交與新任國王相馬，清楚說明卡邁因公接下來的計畫。後成為國防陸軍總大將。
托爾曼（聲：柳田淳一（日本）；萬家宏（台灣））
巴卡斯家的管家，原卡斯德爾的左右手。後成為國防空軍總大將。
楓·佛基西亞（聲：高野麻里佳（日本）；楊詩穎（台灣））
妖狐族獸人，哈爾帕德的青梅竹馬。禁軍的土系魔導士。由於其頭腦清晰的緣故，而被相馬提拔為近衛騎士團長的直屬參謀，地位僅次於團長路德溫。艾爾孚利登王國與阿米多尼亞公國合併後成為了國防軍的參謀總長。後來與哈爾帕德結婚，成為第一夫人，並誕下一名男孩子，名叫比爾。

##### 部下
哈爾帕德·馬古那（聲：八代拓（日本）；賈文安（台灣））
陸軍名門馬古那家的嫡長子，原屬陸軍，後被相馬調任為禁軍，擔任楓的副官。被相馬賦予平等相處的特權。擅使雙戟，作戰十分勇猛，時常身先士卒，因而被譽為「赤鬼哈爾」，擅長火系魔法。即使到了晚年，甚至被相馬多次勸誡，也沒有改變其身先士卒的戰鬥風格。
卡斯德爾·巴卡斯（聲：福山潤（日本）；何志威（台灣））
飛龍族。前艾爾孚利登王國的「三公」之一。駐紮在紅龍城的「空軍大將」，其下空軍為一千名飛龍騎兵。艾克賽爾的女婿和卡露拉的父親。50年前曾追求艾克賽爾，被甩後卻遇見艾克賽爾的女兒亞克雪拉並和她結婚，育有兩個孩子卡露拉、卡露露。內戰兵敗後被處罰到艾克賽爾手下，由她就近看管，後來也被重新委以重任。
維爾莎·諾倫
居住在神護之森的暗精靈，斯爾的女兒。在神護之森山泥傾瀉時被哈爾帕德拯救後迷上了對方。王立學院時成為了巴、伊齊哈、尤莉嘉的同學。王立學院畢業後如願加入軍隊成為哈爾帕德的部下。大虎帝國瓦解後如願成為哈爾帕德的第三夫人。
露比
原本生活在星龍連峰的女性紅龍，與娜妲關係惡劣，其實內心很在乎娜妲。在為了救援娜妲時，完全沒想的情況下讓相馬護衛的哈爾帕德騎在背上。由於龍只能讓自己的伴侶騎士以及伴侶的伴侶騎乘，而星龍連峰又與洛頓龍騎士王國有約，只有該國騎士可締結契約，被他人騎乘過的龍不會接受第二名騎士。為了負起責任，在聖母龍同意之下破例讓哈爾帕德訂立了契約，後來也與哈爾帕德結婚，成為第二夫人。
米奧·卡邁因
獅人族。凱歐路克的女兒，擁有由父親傳承的高超武藝，目前實力尚未超越其身經百戰的父親。劍技風格與愛夏相同屬於直來直往、以力相搏的類型，與愛夏實力差距極小。在三公叛亂後，與母親逃往傭兵王國哲姆，並參與競技場，希望藉由取得優勝要求國王實現公開父親叛變的真相願望，後來查覺真相後改變想法，回國繼承父親剩下的領地。由於她不擅長內政，因此打算招贅身為財政部長、奉命前來幫助處理領地內政的加比為自己的丈夫。在海洋同盟與大虎帝國的戰爭中，負責防守舊阿米多尼亞公國領地。在克雷埃敗亡後誕下了柯爾涅和潘西兩名女兒。

#### 帕納姆城

##### 前王族
亞貝特·艾爾孚利登（聲：麥人（日本）；周學禮（台灣））
艾爾孚利登王國的前國王和莉希雅的父親。艾爾孚利登王國的第十三代國王，也是第十二代國王的女婿。見識了相馬的才能後，獲得妻子首肯後便主動（擅作主張）禪讓王位給相馬，從此擺脫政務在原本的國王房間與王后每日恩愛，享用從城下人民送來的各種美食、甜點，夫婦十分疼愛養女巴。
艾莉夏·艾爾孚利登（聲：井上喜久子（日本）；張乃文（台灣））
艾爾孚利登王國的前王后和莉希雅的母親，其實該是真正具實權的女王，但政務交由入贅的前國王處理，前國王退位後受相馬要求繼續住在原來的房間，不時與前國王一邊享用著城內商家進貢的甜點、一邊曬恩愛。魔法能力為「記憶繼承」（暗系魔法），可在臨死前將自己的經驗傳送給過去的自己。十分疼愛養女巴，簡直當成親生女兒在照顧。過去的經驗是沒有把王位給相馬，導致地方權貴想把相馬處理掉，當時相馬提議用玉音放送徵才，國王亞貝特因為大臣的緣故而拒絕相馬的提議，當時相馬提議蠻多政策但是沒有被採用，利希雅對其依然有好感，相馬當時被大臣戰爭之後，沒找到屍體，猜測也有可能和莉希雅私奔。在大虎帝國瓦解後出道成為演員，並夥同影虎﹙凱歐路克﹚與犬神﹙貝歐烏爾夫﹚一同拍攝劇集。

##### 官職者
馬克斯（聲：青山穰（日本）；何志威（台灣））
半精靈，艾爾孚利登王國的前宰相，亞貝特的左右手。見識到哈克亞的才能後，自願辭任宰相一職。之後被相馬任命為侍中。在巴畢業後，卸任侍中一職。
瑟林娜（聲：貫井柚佳（日本）；楊詩穎（台灣））
艾爾孚利登王國的侍女長，比莉希雅年長5歲；辦事十分幹練的她卻是一名重度虐待狂，以不動用武力的情況下，激發可愛少女的羞恥心，並強逼可愛少女穿上各式各樣感到羞恥的服裝，戰敗受罰的卡露拉在她的調教下性格也軟化許多，但仍就會因為穿著暴露的女僕裝外出而感到害羞。常常在深夜與邦喬研究料理，漸漸成為美食的俘虜。之後擔任個性軟弱的邦喬相親時的協助者，避免被想攀上位、個性強勢的不明女子拐走。然而前來自薦的女性一看到外貌出眾的她便不由得自慚形愧，緊接著就被侍女長那銳利眼神與氣勢嚇退，然而她毫不自知，久而久之自然而然成為了邦喬的第一夫人，並誕下一名女孩子，名叫瑪琳。大虎帝國瓦解後正式卸任女僕長一職。
卡露拉·巴卡斯（聲：愛美（日本）；張乃文（台灣））
半龍人，擅長火系魔法。艾克賽爾的外孫女和卡斯德爾的女兒，亦是莉希雅青梅竹馬的閨密。與其父親一同參與「紅龍城攻伐戰」對抗相馬，戰敗後被戴上隸屬的項圈，成為俘虜。莉希雅希望相馬娶其為妃，藉此救她免受叛國罪的處刑，但遭到反對，後來以國王專屬女僕的身份在城內工作。在與公國決戰前相馬將項圈的權利轉移給莉希雅，以防自己過世牽連卡露拉陪葬。在瑟林娜辭職後成為侍女長。西昂繼位成為國王後被對方求婚，成為西昂的第二正妃。

##### 科學家
吉妮·麥斯威爾（聲：小原好美（日本））
禁軍的魔導士，同時也是一名專注於地城研究的瘋狂科學家，解析並重現許多失傳的高科技，路德溫的青梅竹馬，麥斯威爾家族的唯一倖存者，後來也成為對方的妻子。結婚後改名為吉妮·M·亞克斯。

##### 居住者
科瑪茵（聲：廣瀨有紀（日本））
吉科馬的妹妹，原本是難民，之後與選擇定居於聯合王國的難民移居到新建成的海岸城市「凡尼提諾瓦」。後成為邦喬的的第二夫人，並誕下一名女孩子名叫瑪倫。負責教育瑟琳娜的女兒瑪琳和自己的女兒瑪倫。
友子．犬井（聲：石井未纱（日本））
巴的生母，在巴成為前國王夫婦的養女後在王城內的托兒所工作。
羅．犬井（聲：飯田友子（日本））
巴的弟弟，在巴成為前國王夫婦的養女後被接到王城內居住。

##### 諜報部隊「黑貓」
凱歐路克·卡邁因（聲：楠大典（日本）；周學禮（台灣））
獅人族。前艾爾孚利登王國的「三公」之一。駐紮在兰德爾都市的「陸軍大將」，其下陸軍為四萬。前國王亞貝特平生最為信賴的友人和莉希雅在陸軍時尊敬的上級。是前國王的好參謀，且把莉希雅當親女兒來疼。外表看起來最年長，實際上是最年輕的「三公」，也是三人中最早向相馬表態的。透過親信傳達意向，表面上反對相馬擔任國王而成為叛軍領袖，實際上是為了將腐敗貴族等不安定分子集中在一處，然後一網打盡，不惜牺牲自己的名聲，交換王國未來的長治久安，這個自作主張的計畫著實令相馬十分困擾，但也只能被牽著走。戰敗後與親信們以服毒自盡的名義從歷史上退場，實際上隱瞞身分成了相馬的特務部隊「黑貓」的首領影虎，暗中調查並剷除王國內尚未清除的隱憂，默默地在歷史背後守護王國。
貝歐烏爾夫·加德那（聲：竹内良太（日本））
狼人族。陸軍第二把交椅，凱歐路克的左右手。戰敗後與凱歐路克以服毒自盡的名義從歷史上退場，實際上隱瞞身分成了相馬的特務部隊「黑貓」的成員犬神，暗中調查並剷除王國內尚未清除的隱憂，默默地在歷史背後守護王國。後與巴的生母友子結婚。

#### 神護之森
波丹·烏德卡德（聲：江越彬紀（日本）；何志威（台灣））
愛夏的父親，暗精靈族的族長。神護之森文化開明派的領袖。深知對外交流的重要性，因而支持女兒愛夏前往首都向相馬陳述神護之森的困境。
羅布拖爾·烏德卡德（聲：坂泰斗（日本）；萬家宏（台灣））
愛夏的叔父，神護之森保守派的黨魁。對神護之森間伐一事持反對態度，因而間接導致神護之森山泥傾瀉的發生，妻子死亡，獨生女重傷。
斯爾·諾倫（聲：小林千晃（日本）；李世揚（台灣））
居住在神護之森的暗精靈，擅長弓箭，能輕鬆擊落大炮的炮彈。為報哈爾帕德拯救女兒的恩情，內戰時與其他暗精靈一同支援哈爾帕德。

#### 港灣都市凡尼提諾瓦
懷斯特·加羅（聲：前田弘喜（日本）；賈文安（台灣））
奧特穆拉的領主，在內戰期間替相馬拖延時間，成功阻礙凱悟斯八世的進軍。諺語「奧特穆拉領主」的來源。在凡尼提諾瓦竣工後成為第一任凡尼提諾瓦的領主。
烏普（聲：佐佐健太（日本）；何志威（台灣））
住在海邊的老人。

#### 其他貴族、國民

##### 貴族相關者
皮特利·薩拉森（聲：石谷春貴（日本））
薩拉森家的當家。個性正直，文武雙全。與歐恩·賈巴納對處死卡斯德爾與卡露拉一事持反對意見。在同場的十二名與阿米多尼亞公國私通的貴族被相馬的特務部隊「黑貓」殺死後獲得重用。成為了王國駐大凱歐斯帝國大使。
歐恩·賈巴納（聲：伊丸岡篤（日本））
賈巴納的當家。個性正直，擅長武術。與皮特利·薩拉森對處死卡斯德爾與卡露拉一事持反對意見。在同場十二名與阿米多尼亞公國私通的貴族被相馬的特務部隊「黑貓」殺死後獲得重用，成為了相馬的武術老師。
最終在大虎帝國的戰爭中與赫曼一同陣亡。
柯爾涅·卡邁因
加比和米奧的長女，潘西的姐姐，繼承了母親的相貌和個性。
潘西·卡邁因
加比和米奧的次女，柯爾涅的妹妹，繼承了母親的相貌和個性。

##### 節目相關者
克莉絲·塔奇歐（聲：七瀬彩夏（日本））
白精靈族，王國的新聞報導員，原本是一名吟遊詩人。
帕咪尤·卡蘿爾（聲：岡咲美保（日本））
子人族，歌手。興趣是午睡。

##### 教育相關者
吉迦．卡繆（聲：內山夕實（日本））
17歲，原本是王都帕納姆的奴隸商人，從已去世的爺爺手中繼承奴隸商店。與相馬相遇後，把原本奴隸商店轉營為職業訓練所「吉迦專門學校」。後與商店中的奴隸珊德莉亞結婚。
珊德莉亞（聲：鈴代紗弓（日本））
18歳，浣熊族。原本是奴隸。後與商店的老闆吉迦結婚。

##### 醫療相關者
希提．諾古（聲：中原麻衣（日本））
三眼族美女醫生。後與布萊德結婚。
布萊德．喬卡（聲：濱野大輝（日本））
人類族的醫生。後與希提結婚。
露蒂雅．喬卡
布萊德和希提的女兒，人類和三眼族混血。

#### 外國出身者

##### 阿米多尼亞地方
賽巴斯汀·席爾巴迪亞（聲：中野泰佑（日本）；何志威（台灣））
「銀鹿之店」的店長，外表是一名身穿酒保制服的灰髮男性。與露露亞十分熟絡。在露露亞在阿米多尼亞全國各地煽動叛亂時也參與其中。
芙蘿拉·席爾巴迪亞
賽巴斯汀的女兒。
瑪卡莉妲·汪達（聲：東內麻里子（日本））
阿米多尼亞公國的女將軍。身高接近2米。行事光明磊落，深得民眾的信賴。獲邀參與玉音廣播時打算唱「翻越歌德亞山谷」借此激發觀衆的愛國情操，卻反而被相馬的寬宏大度所折服。之後成為了一名歌手，其沙啞的嗓音深受中老年人的歡迎。在海洋同盟與大虎帝國的戰爭中重返戰場，率兵協助防守舊阿米多尼亞公國領地。
赫曼·諾曼（聲：堀總士郎（日本））
阿米多尼亞公國南部要塞都市涅魯帕城的領主，尤里悟斯與露露亞的外祖父。身經百戰的老將，多次抵擋多爾齊斯共和國的進攻。在多爾齊斯共和國趁阿米多尼亞內亂入侵時，與加比一同聯署支持艾爾孚利登王國與阿米多尼亞公國合併。合併後，與加比一同在聯合王國仕官。
最終在與大虎帝國戰爭中與歐恩一同陣亡。

##### 路那利亞正教
梅亞莉．華倫丁
前路那利亞教皇國的聖女，後對路那利亞教皇國抱有疑問而流亡到聯合王國。
修哲·雷斯達
前路那利亞教皇國的主教。後流亡到聯合王國成為當地路那利亞正教大主教。路那利亞教皇國實施政教分離和取消國號後，成為了露娜利亞教皇直轄領的領主。
梅爾拉·梅爾蘭
出身於加蘭精靈王國精靈。實際年齡已逾100歲。為了一睹位於路那利亞正教皇國國內的「月之碑」而潛入路那利亞正教皇國，因此遭到正教皇國的通緝。後與梅亞莉和修哲一同流亡到聯合王國。

##### 東方諸國聯盟
莎米·茲馬
茲馬公的三女兒，伊齊哈的姐姐。擅長心算與經營。在魔物浪潮後成為了羅斯王國國王海蘭德的養女，在東方諸國內戰中，養父被大哥哈西姆的計謀所殺，國家也被消滅，自此十分痛恨哈西姆。被弟弟尼介帶往孚利多尼亞王國後成為圖書館管理員，期望在這邊的平靜生活能治療她的精神打擊。

#### 冒險者
迪斯（聲：千葉翔也（日本））
冒險者隊伍的劍士。
茱莉亞（聲：佐伯伊織（日本））
冒險者隊伍的魔導士。
費普拉（聲：青木優太（日本））
冒險者隊伍的神官。
奧古斯（聲：石毛翔彌（日本））
冒險者隊伍的拳鬥士。

### 大凱歐斯帝國／尤弗利亞王國
貞德·尤弗利亞（聲：石川由依（日本）；張乃文（台灣））
瑪莉亞·尤弗利亞的妹妹，大凱歐斯帝國的陸軍總帥。與哈克亞同為苦勞人，經常為姐姐私生活糟糕一事感到困擾。在姐姐和相馬日漸熱絡、時常交流施政的同時，自己也常常與對方的宰相哈克亞互吐苦水。大凱歐斯帝國解體後，接替退位的瑪莉亞成為了尤弗利亞王國的女王，並與哈克亞結婚，由對方擔任宰相分擔不擅長的內政事務。
由於尤弗利亞王國的王族血脈稀少，因而收養了外甥女絲黛拉為養女。
朵俐兒·尤弗利亞
瑪莉亞與貞德的妹妹。對統治沒有興趣，喜歡鑽研科技，時常引發爆炸是旁人眼中的麻煩製造者，後成為了大凱歐斯帝國駐聯合王國的大使。長久以來期望開發出能持續旋轉提升長槍貫通性的裝置，最大的障礙「魔法能量的變換及儲蓄」卻遲遲無法突破。直到遇見吉妮，研究狂的兩人一見如故，使得鑽孔機的開發與實用化突飛猛進，是鑽孔機的發明人。

### 阿米多尼亞公國
凱悟斯·阿米多尼亞（聲：稻田徹（日本）；李世揚（台灣））
阿米多尼亞公國的最後一位國王，強硬派的領袖，擅長土系魔法。個人武藝相當高，能以魔法與武藝讓人類之軀達到使半龍人卡露拉屈膝的強度。歷代以來公國均是利用操弄對王國的仇恨，轉移民眾的焦點，迴避所有民生需求的問題。他也依循傳統，成為一個為了向艾爾孚利登王國發動戰爭，不惜平民死活的暴君。企圖借艾爾孚利登王國內戰的時機，趁機入侵王國，卻中了相馬與哈克亞的計，在首都拜恩城外陷入頹勢，企圖以斬首作戰力挽狂瀾時，先被主動出擊的卡露拉阻斷突襲步伐，接著趁不注意時被相馬一也操控的四具「武藏坊小弟」刺殺和自爆所波及身受重傷，最後被近衛兵亂箭射死。

### 多爾齊斯共和國
庫·大成
雪猿族，多爾齊斯共和國元首之子，初登場時15歲將要16歲。雖然表面上有些輕挑、豪邁，被戲稱為笨蛋，其實有著肩負一國的智慧與判斷力，有段時間被父親派到相馬身邊學習治國。
麗波莉娜
兔人族，庫的侍從兼護衛、吐槽役，時常為庫輕浮的舉動困擾。後成為了庫的第一夫人。
高蘭·大成
雪猿族，多爾齊斯共和國元首，庫．大成的父親。後讓位予兒子。
尼介·茲馬
茲馬公第四子，伊齊哈的四哥，相貌俊美，擅使長槍。自小被二哥納塔與三哥高修欺凌，直到覺醒槍術技能後為止，因此十分討厭二人。看不慣大哥的作風，受大姐要求營救並把三姐莎米托付予相馬後，在多爾齊斯共和國仕官。大虎帝國入侵時與二哥納塔交戰。

### 拉斯塔尼亞王國
尤里悟斯·阿米多尼亞（聲：野島健兒（日本）；萬家宏（台灣））
凱悟斯的兒子和露露亞的哥哥。相貌英俊，與優秀的軍事才能相反，由於受公國傳統思想荼毒極深，內政能力一塌糊塗，只會依靠過去那套限制民眾、炒作仇恨的手法。在奪回首都拜恩後，不斷採取高壓政策，反而讓民眾更加懷念王國統治時自由開放的文化、美好的物質生活，激起阿米多尼亞公國的民變，被妹妹露露亞設計逐出阿米多尼亞公國，其後逃往帝國尋求庇護，接著在眾多國家間流浪，流浪生活也為他帶來了相當程度的影響。後來被深受魔物所害的拉斯塔尼亞王國收為客將時，他愛上了媞雅公主，甚至為了拯救公主願意拋棄自尊心，向過去敵對、看不起的妹妹求援，希望曾經的敵人相馬王能出兵相助。戰後與媞雅公主成婚，當拉斯塔尼亞王國滅亡時，被相馬所救，成為他的家臣。由於常穿白衣、以及與「黑衣宰相」哈克亞對比，被後人稱為「白衣軍師」。與媞雅公主之間誕下了一名男孩子，名叫迪亞斯。
在「大虎城之變」後，成功討伐叛亂的主謀克雷埃，並憑此功績復興拉斯塔尼亞王國，之後登基成為拉斯塔尼亞王國的國王。
媞雅·拉斯塔尼亞
拉斯塔尼亞王國的公主，後與尤里悟斯流亡到聯合王國。
在尤里悟斯登基後，成為拉斯塔尼亞王國的王后。
吉科馬（聲：三宅健太（日本））
率領難民的首領，科瑪茵的哥哥。
在拉斯塔尼亞王國復國後，成為了將軍。

### 哈恩大虎帝國/哈恩大虎王國
夫卡·哈恩
天人族。哈恩大虎帝國的皇帝。稱號為「大虎帝」。原本是一個位於東方諸國聯合內小部落瑪魯姆基坦的領袖，率領千名族人運用其獨特的跳躍騎兵，在魔物浪潮席捲諸國時靈活地在各地戰場移動，精準支援即將崩潰的友軍陣線。本人也擁有外掛般過人的勇武，堪稱本作武力最強者。手持一把巨大的斬岩刀，有一隻親手收服的魔獸飛虎坐騎杜爾伽，能引雷作為武器、增強自身，能從數公里遠狙擊人。視相馬為最強大的對手，極力避免與他交戰。為了迅速統一東方諸國能允許哈西姆．茲馬的殘忍謀略，配合反夫卡派的暗殺計畫設下鴻門宴，在殲滅暗殺者的同時也肅清與會的中立派諸國國王。
相馬稱其為「時代的英雄」是與瑪利亞一同討論過並否定的存在，在時代膠著狀態時，為了回應人們的願望，英雄們將會在這時登場。秦始皇、織田信長、拿破崙……還有在世界上被稱為的獨裁者的那些人也是。為了打破無可奈何的現狀這一願望，起身回應的英雄，用暴力來打破到目前為止的價值觀與保守的柵欄，引領地方前進來構築嶄新的世界。後世將會稱其為偉業或者被歌頌讚美，但是在這個時代的人看來，只有無數的殺戮罪業而已。主張向外擴張、一統諸國成就霸業（說想讓相馬在他之後繼任一統之後的王位），向魔王領進攻，奪回人類的土地。
擁有與強壯身體不符的清晰頭腦，知道敵人會針對身為自己弱點的妹妹尤莉嘉，因而在魔物浪潮後把尤莉嘉託付給相馬。其後在與大凱歐斯帝國的戰爭中，得知相馬支援大凱歐斯帝國時，選擇按兵不動，讓叛變到自己陣營的帝國軍隊試探相馬的秘密武器。最後雖從瓦解的帝國取得最缺乏的文武人材以及大量土地，但快速擴張也僅此為止了。瑪莉亞將帝國海軍完整地讓尤弗利亞王國繼承並加入海洋同盟，使得這個同盟勢力完全掌握了海上的優勢，無論大虎帝國想進攻哪一個國家，別處的海岸線都可能被海洋同盟的加盟國攻擊，導致自己腹背受敵，二分天下之勢已成形。在魔族領攻略完畢後的翌年，採納了哈西姆的聲東擊西的戰略，表面上進攻尤弗利亞王國，實際上卻是進攻多爾齊斯共和國。與孚利多尼亞王國決戰時單騎突入相馬的陣營，並砍中了相馬一刀，卻被愛莎、哈爾帕德、露比、娜妲聯手擊敗並失去了一邊翅膀後被捕，戰敗後與相馬的海洋同盟達成和平，然而一年後其部下克雷埃發動史稱「大虎城之變」的兵變，本人在戰亂中失蹤，失去了皇帝的大虎帝國也就此瓦解。死裏逃生後化名為穆卡爾成為相馬的兒女尤諾、米夏的師父。
杜爾伽
夫卡的坐騎。原本是生活在魔王領的生物。最終在「大虎城之變」中戰死。
姆茲米·茲馬
茲馬公的長女，伊齊哈的大姐。稱號為「虎之妻」、「虎之伴侶」。十分疼愛最小的弟弟伊齊哈。美貌武藝與智慧兼備的女性，被夫卡一眼看上，後來也成為夫卡的妻子。在哈西姆肅清中立派諸國國王的計策過後，清楚中立派、痛失國王的莎米及所在的國家不可能臣服夫卡，必定誓死抵抗，於是在其雙胞胎妹妹悠米兵臨城下時安排弟弟尼介營救，將其送至相馬手上，遠離仇恨、確保其人身安全。
大虎帝國戰敗後，誕下兒子瑞卡。與夫卡一同在戰亂中失蹤。死裏逃生後化名為芙米，誕下了女兒香緹。
瑞卡·哈恩
夫卡和姆茲米的兒子。在克雷埃發動叛亂時，由修金、卡贊、露米艾露等人護送到聯合王國。克雷埃敗亡後，被姑姑尤莉嘉收養成為相馬和尤莉嘉的養子。
香緹
天人族。夫卡和姆茲米隱居後誕下的女兒，瑞卡的妹妹。對外宣稱是養女。
哈西姆·茲馬
茲馬公的長子，姆茲米、伊齊哈的大哥。稱號為「虎之智謀」。夫卡的謀士，文武雙全，擅長謀略。個性冷酷，與相馬同為馬基維利主義者，卻缺乏洞悉人心的眼光，因而屢次誤判形勢。因此他的謀略：「設下鴻門宴邀請中立派的東方諸國的國王，利用反統一派的東方諸國殘黨暗殺夫卡的計畫讓與會的諸國國王通通死在現場」，使他和夫卡被那些中立派的前東方諸國的王族和人民給暗中怨恨，也使得自己的另一個親妹妹莎米對他怨恨到想殺死他。在大虎帝國戰敗的一年後，在「大虎城之變」中與加汀一同在大虎城的正門浴血奮戰，向加汀坦言自己對克雷埃的政權毫無興趣，其目的是為了「讓玆馬家之名銘刻在歷史和人們的記憶之中」，最終被克雷埃率領的叛軍所殺。後世的人們對於他一方面對於他曾背叛其父等各種事跡而把視他為梟雄，另一方面最終選擇為夫卡盡忠一事而把他評價為忠臣。
修金·丹
天人族。稱號為「虎之劍」。夫卡的好友同時也是其左膀右臂。被尤莉嘉視為另一個哥哥。在海洋同盟與大虎帝國的戰爭中，負責進攻尤弗利亞王國。
在克雷埃發動叛亂時，護送瑞卡流亡到聯合王國。在克雷埃敗亡後，與卡贊、露米艾露等人一同代替年歲尚幼的瑞卡治理大虎王國。
莫梅·流克
大虎帝國的步兵隊長。稱號為「虎之錘」。
在大虎帝國戰敗的一年後，在「大虎城之變」後為了替夫卡復仇率軍攻打克雷埃，最終因寡不敵眾而兵敗被殺。
加汀·帕爾
大虎帝國的將領。稱號為「虎之旗」。
在大虎帝國戰敗的一年後，在「大虎城之變」中與哈西姆一同在大虎城的正門浴血奮戰，最終被克雷埃率領的叛軍所殺。
卡贊・修利
大虎帝國的弓兵隊長。稱號為「虎之弩」。
在克雷埃發動叛亂時，護送瑞卡流亡到聯合王國。在克雷埃敗亡後，與修金、露米艾露等人一同代替年歲尚幼的瑞卡治理大虎王國。
凱夫克・基恩
妖狼族。大虎帝國的將領。稱號為「虎之盾」。
在大虎帝國戰敗的一年後，最終在「大虎城之變」中為了替夫卡夫婦斷後而被克雷埃率領的叛軍所殺。
納塔·茲馬
茲馬公的次子，伊齊哈的二哥，擅使大斧。稱號為「虎之戰斧」。個性好戰，鄙視弱者。與三弟高修一同欺凌尼介與伊齊哈，後為了與強者交手而加入妹夫夫卡的陣營。在海洋同盟與大虎帝國的戰爭中，負責進攻多爾齊斯共和國。
大虎帝國戰敗的一年後，加入以克雷埃為首的叛軍。與擁有堅定信念的卡斯德爾、夫卡、米奧不同，本人只是純粹滿足炫耀自身武力和恣意欺凌弱者的慾望，因此實力不如愛夏，最後被愛夏殺死。
露米艾露．瑪爾可
前大凱歐斯帝國宰相，瑪莉亞的好友。在大凱歐斯帝國與大虎王國交戰時率領大軍背叛瑪莉亞投奔夫卡。
在克雷埃發動叛亂時，護送瑞卡流亡到聯合王國。在克雷埃敗亡後，與修金、卡贊等人一同代替年歲尚幼的瑞卡治理大虎王國。
克雷埃．拉瓦爾
前大凱歐斯帝國獅鷲隊隊長，在大凱歐斯帝國與大虎王國交戰時率領大軍背叛瑪莉亞投奔夫卡。稱號為「虎之翼」。嚮往因戰亂而衍生的英雄故事。被相馬評價為「在和平時代沒有容身之地」的人物。
大虎帝國戰敗的一年後，發動史稱「大虎城之變」的叛亂把哈西姆等人殺死，而他發動叛亂原因只是單純的認為自己的「天命」，就是延續這個充滿故事性的戰亂時代，將自己當成魔王的角色感到欣喜若狂。戰敗逃亡時被率軍攔截的尤里悟斯所殺，首級被影虎﹙凱歐路克﹚帶到相馬面前覆命。

### 雷姆斯王國
倫巴爾特·雷姆斯
雷姆斯王國的國王。在東方諸國聯合發生的魔物浪潮中因相馬婉拒封賞而成為第四名，娶茲馬公的次女尤米為妻。後加入襟兄夫卡的陣營。
在克雷埃發動叛亂時，護送瑞卡流亡到聯合王國。大虎帝國解體後，再次成為雷姆斯王國的國王。
尤米·茲馬
茲馬公的次女，莎米的雙胞胎姐姐。擅長魔法。後來成為倫巴爾特的妻子。
在克雷埃發動叛亂時，與丈夫倫巴爾特一同護送外甥瑞卡流亡到聯合王國。大虎帝國解體後，成為雷姆斯王國的王妃。

### 路那利亞正教皇國
安
路那利亞正教皇國的聖女，接替流亡到孚利多尼亞王國的梅亞莉。如以往的梅亞莉一樣，沒有自我意志，一味聽從主教們的擺佈。在海洋同盟與大虎帝國的戰爭中，負責進攻舊阿米多尼亞公國的領地。在大虎帝國戰敗的一年後，因夫卡的部下克雷埃發動兵變，夫卡本人也在戰亂中失蹤，然而在失去了作為旗標的夫卡之後，路那利亞正教皇國中支持夫卡的派系無法再繼續維持權威被撐過鎮壓異端行動的其他派系倖存者以復仇的名義屠殺血祭，「(夫卡的)聖女」安則是被拘禁於高塔。或許這些人有著讓安留下性命並接受公開處刑，藉此向信徒傳播「政權已經轉換」訊息的考量。

### 茲馬公國
瑪修·茲馬
茲馬公國的國王，伊齊哈的父親。擅長謀略，被相馬評價為真田昌幸類型的人物。把長子哈西姆與幼子伊齊哈以外的子女作為獎品賞賜給在魔物浪潮中表現出色的國家，在東方諸國的內戰中和長子的智鬥中慘敗，最後被修金所殺。
高修·茲馬
茲馬公的三子，伊齊哈的三哥。擅長弓箭。與二哥納塔一同欺凌尼介與伊齊哈。最後為了證明自己的實力，前往暗殺姐夫夫卡時反被對方所殺，此事成為了東方諸國內戰擴大的導火線。

### 星龍連峰
提阿瑪特
星龍連峰的統治者。稱號為「聖母龍」，是該世界代表性的宗教信仰之一龍母信仰的本尊。擁有強大的魔法能力，可將星龍連峰範圍內的人自由轉移到別處。雖然通曉相馬想知道的世界秘密，然而遭到大部分限制無法回答。

### 魔王領
迪瓦爾羅伊
現任魔王。真正身份是虛擬世界中的語音朗讀軟體，正式名稱為「DIVA Loid MAO」。與提阿瑪特是相對的存在。由於暴走的魔物群從迷宮中不斷湧出，本人沒有關閉迷宮大門的權限﹙只有勇者與其直系後代才有關閉迷宮大門的權限﹚，無奈之下只能帶同魔族領的居民南下尋求身為勇者的相馬協助。

## 出版書籍

### 輕小說
| 卷數 | OVERLAP        | OVERLAP                | 東立出版社     | 東立出版社                                                 |
| 卷數 | 發售日期       | ISBN                   | 發售日期       | ISBN / EAN                                                 |
| ---- | -------------- | ---------------------- | -------------- | ---------------------------------------------------------- |
| 1    | 2016年5月24日  | ISBN 978-4-86554-111-3 | 2018年7月20日  | EAN 471-094-555-620-8（首刷限定版） ISBN 978-957-261-352-8 |
| 2    | 2016年9月21日  | ISBN 978-4-86554-148-9 | 2019年5月23日  | ISBN 978-957-263-012-9                                     |
| 3    | 2017年2月23日  | ISBN 978-4-86554-191-5 | 2019年10月31日 | ISBN 978-957-263-634-3                                     |
| 4    | 2017年6月22日  | ISBN 978-4-86554-226-4 | 2020年3月23日  | ISBN 978-957-264-884-1                                     |
| 5    | 2017年10月25日 | ISBN 978-4-86554-272-1 |                |                                                            |
| 6    | 2018年2月25日  | ISBN 978-4-86554-314-8 |                |                                                            |
| 7    | 2018年6月25日  | ISBN 978-4-86554-363-6 |                |                                                            |
| 8    | 2018年10月25日 | ISBN 978-4-86554-405-3 |                |                                                            |
| 9    | 2019年2月25日  | ISBN 978-4-86554-451-0 |                |                                                            |
| 10   | 2019年6月25日  | ISBN 978-4-86554-511-1 |                |                                                            |
| 11   | 2019年10月25日 | ISBN 978-4-86554-561-6 |                |                                                            |
| 12   | 2020年4月25日  | ISBN 978-4-86554-646-0 |                |                                                            |
| 13   | 2020年9月25日  | ISBN 978-4-86554-740-5 |                |                                                            |
| 14   | 2021年4月25日  | ISBN 978-4-86554-891-4 |                |                                                            |
| 15   | 2021年6月25日  | ISBN 978-4-86554-937-9 |                |                                                            |
| 16   | 2021年12月25日 | ISBN 978-4-8240-0065-1 |                |                                                            |
| 17   | 2022年4月25日  | ISBN 978-4-8240-0162-7 |                |                                                            |
| 18   | 2023年6月25日  | ISBN 978-4-8240-0528-1 |                |                                                            |
| 19   | 2024年2月25日  | ISBN 978-4-8240-0738-4 |                |                                                            |
| 20   | 2024年12月25日 | ISBN 978-4-8240-1025-4 |                |                                                            |

### 漫畫
| 卷數 | OVERLAP        | OVERLAP                | 東立出版社    | 東立出版社             |
| 卷數 | 發售日期       | ISBN                   | 發售日期      | ISBN                   |
| ---- | -------------- | ---------------------- | ------------- | ---------------------- |
| 1    | 2018年2月25日  | ISBN 978-4-86554-321-6 | 2019年8月15日 | ISBN 978-957-26-2241-4 |
| 2    | 2018年8月25日  | ISBN 978-4-86554-391-9 | 2021年2月25日 | ISBN 978-957-26-2242-1 |
| 3    | 2019年2月25日  | ISBN 978-4-86554-458-9 |               |                        |
| 4    | 2019年10月25日 | ISBN 978-4-86554-564-7 |               |                        |
| 5    | 2020年4月25日  | ISBN 978-4-86554-655-2 |               |                        |
| 6    | 2020年11月25日 | ISBN 978-4-86554-794-8 |               |                        |
| 7    | 2021年6月25日  | ISBN 978-4-86554-950-8 |               |                        |
| 8    | 2021年12月25日 | ISBN 978-4-8240-0075-0 |               |                        |
| 9    | 2022年8月25日  | ISBN 978-4-8240-0283-9 |               |                        |
| 10   | 2023年4月25日  | ISBN 978-4-8240-0481-9 |               |                        |
| 11   | 2023年10月25日 | ISBN 978-4-8240-0697-4 |               |                        |
| 12   | 2024年7月25日  | ISBN 978-4-8240-0902-9 |               |                        |
| 13   | 2025年3月25日  | ISBN 978-4-8240-1134-3 |               |                        |

## 迴響
截至2020年11月，系列發行數超過100萬冊。截至2021年9月，系列發行數超過150萬冊。截至2022年1月，系列發行數超過200萬冊。
改編漫畫在2024「BookLive!讀者票選」的「讀者票選推薦最佳100部異世界漫畫」的排行榜中，位居少年漫畫·青年漫畫的第30名。

## 電視動畫
改編電視動畫於2021年7月3日首播，動畫製作公司為J.C.STAFF。網絡廣播節目《現實主義言者的王國重聲記 ～現國電台～》（現実主義言者の王国再声記 〜現国ラジオ〜）由7月9日起每週五中午在「KING AMUSEMENT CREATIVE」YouTube頻道播出，主持人為小林裕介和佳原萌枝；這是佳原首次擔任廣播節目主持人，兩人隸屬於同一家經紀公司。
男女主角分別由小林裕介和水瀨祈配音。兩人雖在其他作品中多次合作，但這是他們初次以男女主角的身份合作。

### 宣傳、消息公佈
2020年4月17日，宣佈《現實主義勇者的王國重建記》將會獲動畫化。11月4日，公開前導視覺圖，宣佈動畫將於2021年7月首播，並公佈導演渡部高志、動畫製作公司J.C.STAFF等製作人員陣容，以及男女主角將分別由小林裕介和水瀨祈配音。其後分別在2021年1月22日、2月19日、3月19日和4月11日公佈茱娜·多瑪（上田麗奈）、愛夏·烏德卡德（長谷川育美）、哈克亞·庫歐米（興津和幸）和卡露拉·巴卡斯（愛美）的聲優，其中愛美將主唱片尾曲。
2021年4月17日，公開主視覺圖，並公佈更多聲優陣容。6月4日，公開正式宣傳影片和番宣影片，並宣佈動畫首播日期為7月3日。7月1日，宣佈本作的藍光光碟套裝將於10月13日發售。

### 製作人員
- 原作：
- 角色原案：
- 導演：渡部高志
- 編劇：雜破業、大野木寬
- 角色設計：大塚舞
- 音樂：立山秋航
- 音響監督：明田川仁
- 音響效果：小山恭正
- 音響製作：Magic Capsule
- 音樂製作：國王唱片
- 監製：WOWMAX
- 動畫製作：J.C.STAFF[27]

### 主題曲
第一季
片頭曲《HELLO HORIZON》
作詞：岩里祐穗，作曲、編曲：白戶佑輔
主唱：水瀨祈
片尾曲
作詞、作曲、編曲：
主唱：愛美
插曲
《Give a reason》（第3話）
作詞：有森聰美，作曲：佐藤英敏
主唱：茱娜·多瑪（上田麗奈）
（第9話）
作詞：，作曲、編曲：
主唱：茱娜·多瑪（上田麗奈）
（第12話）
作詞：吉田詩織，作曲：金子麻友美，編曲：久下真音
主唱：茱娜·多瑪（上田麗奈）
（第12話）
作詞：吉田詩織，作曲：ANDW，編曲：久下真音
主唱：帕咪尤·卡蘿爾（岡咲美保）
《(跨越歌德亞的山谷)》（第12話）
作詞：，作曲、編曲：
主唱：瑪卡莉妲·汪達（東內麻里子）
第二季
片頭曲《REAL-EYES》
作詞：RUCCA，作曲、編曲：藤間仁（Elements Garden）
主唱：水瀨祈
片尾曲《LIGHTS》
作詞：愛美，作曲：佐藤樹、Kon-K，編曲：Kon-K
主唱：愛美

### 各集列表
| 集數                                                                          | 日文標題        | 中文標題               | 編劇     | 分鏡               | 演出                 | 作畫監督 | 總作畫監督               | 首播日期      |        |
| 第一季                                                                        | 第一季          | 第一季                 | 第一季   | 第一季             | 第一季               | 第一季 | 第一季                   | 第一季        | 第一季 |
| ----------------------------------------------------------------------------- | --------------- | ---------------------- | -------- | ------------------ | -------------------- | --- | ------------------------ | ------------- | ------ |
| 第1話                                                                         | [ 典 1 ]        | 首先從勇者開始         | 雜破業   | 渡部高志           | 宮崎修治             | 村上雄、三澤聖也、佐佐木貴宏 龜田朋幸、星山企畫                                                                      | 藤井昌宏、工藤裕加       | 2021年 7月3日 |        |
| 第2話                                                                         | [ 典 2 ] [ 29 ] | 唯才是舉               | 雜破業   | 高田耕一           | 粟井重紀             | 胡峰成、劉雲留 鄒磊、王家涵                                                                                          | 藤井昌宏                 | 7月10日       |        |
| 第3話                                                                         | [ 典 3 ]        | 勿使臣為忠臣           | 雜破業   | 羽多野浩平         | 田中瑛               | 藤井昌宏、村上雄、林信秀、西野佳佑 三澤聖也、趙曉昕、                                                                | 藤井昌宏                 | 7月17日       |        |
| 第4話                                                                         | [ 典 4 ]        | 食指大動               | 雜破業   | 渡部高志           | 冨田剛司、森田侑希   | 手島勇人、南原孝衣子、關鵬 李莨鵬、錢進一                                                                            | 藤井昌宏                 | 7月24日       |        |
| 第5話                                                                         | [ 典 5 ]        | 衣食足而知榮辱         | 雜破業   | 松井仁之           | 小野田雄亮           | 三澤聖也、趙曉昕、西野佳佑 佐佐木綾、村上雄、中林蘭子 魏旭龍、吳強、STUDIO MASSKET                                   | 藤井昌宏                 | 7月31日       |        |
| 第6話                                                                         | [ 典 6 ]        | 智者不背時而棄利       | 雜破業   | 石山貴明           | 堀內直樹             | 鄒磊、崔文澤、吳耀                                                                                                   | 李少雷、胡峰成           | 8月7日        |        |
| 第7話                                                                         |                 | 敘述古老傳說           | 雜破業   | 富永恒雄           | 田中瑛               | 、福本佳菜繪、堀光明 河原久美子、舘崎大、三澤聖也 中村香穂、鈴木佐都、小栁亞美 願金秋、陳玉峰、朱峥 趙玲、、、BigOwl | 藤井昌宏                 | 8月14日       |        |
| 第8話                                                                         |                 | 森林轟隆作響           | 雜破業   | 杉島邦久           | 深瀬重               | 江涌、吴耀、鄒磊、崔文澤 周龍、李東懌、花猫動畫、小澤和則                                                            | 藤井昌宏                 | 8月21日       |        |
| 第9話                                                                         |                 | 縱橫尚未成功           | 大野木寬 | 岩崎良明           | 栗井重紀             | 堀光明、河野直人、松本勝次、栗井重紀 、K-PRODUCTION、壽門堂                                                          | 藤井昌宏                 | 8月28日       |        |
| 第10話                                                                        | [ 典 7 ]        | 兵非所樂也             | 大野木寬 | 大畑清隆           | 田中瑛、栗井重紀     | 魏旭龍、吳強、STUDIO MASSKET                                                                                         | 藤井昌宏                 | 9月4日        |        |
| 第11話                                                                        | [ 典 8 ]        | 李代桃僵               | 大野木寬 | 渡部高志、松井仁之 | 田中瑛、奧野浩行     | 村上雄、三澤聖也、福本佳菜繪 、STUDIO MASSKET、K-PRODUCTION 4tune、壽門堂、ENGI                                      | 藤井昌宏                 | 9月11日       |        |
| 第12話                                                                        | [ 典 9 ]        | 圍師必闕               | 大野木寬 | 杉島邦久           | 小野田雄亮           | 福本佳菜繪、、 中彌幸一、西野佳佑、手島勇人 奧野浩行、粟井重紀、松本勝次 北島勇樹、江原小百合、 古德真美             | 藤井昌宏                 | 9月18日       |        |
| 第13話                                                                        | [ 典 10 ]       | 百戰百勝，非善之善者也 | 大野木寬 | 渡部高志           | 堀内直樹             | 鄒磊、吳耀、江勇 |                          | 9月25日       |        |
| 第二季                                                                        |                 |                        |          |                    |                      | |                          |               |        |
| 第14話                                                                        | [ 典 11 ]       | 狐假虎威阿米多尼亞     | 大野木寬 | まついひとゆき     | 粟井重紀             | 小七、崔文澤、江湧                                                                                                   | 大塚舞                   | 2022年 1月8日 |        |
| 第15話                                                                        | [ 典 12 ]       | 成為莫逆之交           | 大野木寬 | 杉島邦久           | 金澤由季             | 和田裕二、關鵬、李莨鵬                                                                                               | 藤井昌宏                 | 1月15日       |        |
| 第16話                                                                        | [ 典 13 ]       | 苛政猛於虎             | 大野木寬 | 頂真司             | 神谷望夢             | 江湧、朱曉林 | 大塚舞                   | 1月22日       |        |
| 第17話                                                                        | [ 典 14 ]       | 士為知己者死           | 大野木寬 | 頂真司             | 羽多野浩平、海寶興藏 | 金海淑、黃成原、洪青龍                                                                                               | 藤井昌宏                 | 1月29日       |        |
| 第18話                                                                        | [ 典 15 ]       | 杯弓蛇影               | 大野木寬 | 杉島邦久           | 粟井重紀             | 江湧、崔文澤 | 大塚舞                   | 2月5日        |        |
| 第19話                                                                        | [ 典 16 ]       | 奇貨可居               | 大野木寬 | 頂真司             | 清水一伸             | Qki、黃成原 | 藤井昌宏                 | 2月12日       |        |
| 第20話                                                                        | [ 典 17 ]       | 東施效顰               | 大野木寬 | まついひとゆき     | 金澤由季             | 高橋みか、泉しづか、長崎千穗、佐佐木綾、清水美友紀、ビート、林信秀、株式会社つむぎ秋田アニメLab、STUDIO MASSKET      | 大塚舞                   | 2月19日       |        |
| 第21話                                                                        |                 | 蝦子釣鯛，鯊魚上鈎     | 大野木寬 | 鈴木行             | 粟井重紀             | 江湧、崔文澤 | 藤井昌宏                 | 2月26日       |        |
| 第22話                                                                        | [ 典 18 ]       | 人不學無智，無智為愚人 | 大野木寬 | 頂真司             | 佐佐木瑞樹           | 櫻井木之實、服部益美、南伸一郎、魏旭犮、杜ヱ峰                                                                       | 大塚舞、坂本哲也         | 3月5日        |        |
| 第23話                                                                        |                 | 漱口洗手為防疫的基本   | 大野木寬 | 石山タカ明         | 石山タカ明           | 金海淑、黃成原、洪靑龍                                                                                               | 藤井昌宏                 | 3月12日       |        |
| 第24話                                                                        | [ 典 19 ]       | 離別家鄉歲月多         | 大野木寬 | まついひとゆき     | 粟井重紀             | 坂本哲也、村上雄、泉しづか、冨田恵里沙、24FPS、StudioEverGreen                                                       | 大塚舞、坂本哲也、村上雄 | 3月19日       |        |
| 第25話                                                                        |                 | 知已知彼，夫婦圓滿     | 大野木寬 | 頂真司             | 堀内直樹             | 江湧、崔文澤 | 藤井昌宏                 | 3月26日       |        |
| 第26話                                                                        | [ 典 20 ]       | 前不見古人，後不見來者 | 大野木寬 | 渡部高志           | 深瀬重               | Qki、黒染、前原薫、小澤和則、村上雄、坂本哲也、24FPS、StudioEverGreen、STUDIO MASSKET、BigOwl                        | 大塚舞、藤井昌宏         | 4月2日        |        |
| 出典： 1. 2. 3. 4. 5. 6. 7. 8. 9. 10. 11. 12. 13. 14. 15. 16. 17. 18. 19. 20. |                 |                        |          |                    |                      | |                          |               |        |

### 播放平台
日本深夜動畫：下文記載的日本国内播放時間使用日本標準時間（UTC+9）表示。因為部分時間标识會採用30小时制，因此請留意这类超过24:00的时间，其實際播放時間為翌日清晨。
| 播放日期                | 播放時間（UTC+9）    | 播放電視台   | 播放地區 | 備註              |
| 第一季                  | 第一季               | 第一季       | 第一季   | 第一季            |
| ----------------------- | -------------------- | ------------ | -------- | ----------------- |
| 2021年7月3日－9月25日   | 星期六 25:30 - 26:00 | TOKYO MX     | 東京都   |                   |
| 2021年7月3日－9月25日   | 星期六 25:30 - 26:00 | BS11         | 日本全國 | 衞星電視          |
| 2021年7月5日－9月27日   | 星期一 25:50 - 26:20 | 北海道電視台 | 北海道   | 第一集於25:30首播 |
| 2021年7月31日－10月23日 | 星期六 20:30 - 21:00 | Animax       | 日本全國 | 衞星電視          |
| 第二季                  |                      |              |          |                   |
| 2022年1月8日－4月2日    | 星期六 25:30 - 26:00 | TOKYO MX     | 東京都   |                   |
| 2022年1月8日－4月2日    | 星期六 25:30 - 26:00 | BS11         | 日本全國 | 衞星電視          |
| 2022年1月12日－         | 星期一 25:50 - 26:20 | 北海道電視台 | 北海道   |                   |
| 2022年1月22日－         | 星期六 19:30 - 20:00 | Animax       | 日本全國 | 衞星電視          |

| 播放日期        | 播放時間（UTC+9）        | 播放電視台    | 播放地區 | 備註                  |
| --------------- | ------------------------ | ------------- | -------- | --------------------- |
| 2022年3月9日－  | 星期三、四 20:00 - 21:00 | Animax Asia   | 亞洲地區 | 國日雙語播出 連播兩集 |
| 2022年3月23日－ | 每天 20:30 - 21:00       | Animax Taiwan | 台灣     | 國日雙語播出          |

### 週邊商品
2021年7月13日，宣佈將推出莉希雅的1/7人偶，預定2022年2月發售，售價為21,780日圓。

## 外部連結
- 小說官方網站（日語）
- 現實主義勇者的王國重建記的X（前Twitter）（日語）
- 電視動畫官方網站（日語）
- 曼迪傳播官方網站（中文）